# Amphoe Tron
Amphoe Tron (Thai อำเภอ ตรอน, Aussprache: ʔāmpʰɤ̄ː trɔ̄ːn) ist ein Landkreis (Amphoe – Verwaltungs-Distrikt) im Westen der Provinz Uttaradit. Die Provinz Uttaradit liegt in der Nordregion von Thailand.

## Geographie
Benachbarte Landkreise (von Norden im Uhrzeigersinn): die Amphoe Laplae, Mueang Uttaradit, Thong Saen Khan und Phichai der Provinz Uttaradit sowie Si Nakhon und Si Satchanalai der Provinz Sukhothai.

## Verwaltung

### Provinzverwaltung
Der Kreis ist in fünf Kommunen (Tambon) eingeteilt, welche sich weiter in 47 Dörfer (Muban) unterteilen.
| Nr. | Name           | Thai      | Muban | Einw.  |
| --- | -------------- | --------- | ----- | ------ |
| 1.  | Wang Daeng     | วังแดง     | 12    | 11.031 |
| 2.  | Ban Kaeng      | บ้านแก่ง    | 10    | 07.426 |
| 3.  | Hat Song Khwae | หาดสองแคว | 07    | 04.211 |
| 4.  | Nam Ang        | น้ำอ่าง     | 10    | 07.872 |
| 5.  | Khoi Sung      | ข่อยสูง     | 08    | 04.292 |

### Lokalverwaltung
Es gibt zwei Kleinstädte (Thesaban Tambon) im Bezirk:
- Tron (เทศบาลตำบลตรอน) besteht aus Teilen des Tambon Wang Daeng,
- Ban Kaeng (เทศบาลตำบลบ้านแก่ง) besteht aus Teilen des Tambon Ban Kaeng.

Außerdem gibt es fünf „Tambon Administrative Organizations“ (TAO, องค์การบริหารส่วนตำบล – Verwaltungs-Organisationen) für die Tambon im Landkreis, die zu keiner Stadt gehören.